# Мезон-де-Шан
Мезо́н-де-Шан (фр. Maison-des-Champs) — коммуна во Франции, находится в регионе Шампань — Арденны. Департамент — Об. Входит в состав кантона Вандёвр-сюр-Барс. Округ коммуны — Бар-сюр-Об.
Код INSEE коммуны — 10217.
Коммуна расположена приблизительно в 180 км к востоку от Парижа, в 85 км южнее Шалон-ан-Шампани, в 38 км к востоку от Труа.

## Население
Население коммуны на 2008 год составляло 41 человек.
| 1962 | 1968 | 1975 | 1982 | 1990 | 1999 | 2008 |
| ---- | ---- | ---- | ---- | ---- | ---- | ---- |
| 32   | 53   | 47   | 43   | 36   | 39   | 41   |

## Администрация
| Период | Период | Фамилия        | Партия      | Примечания |
| ------ | ------ | -------------- | ----------- | ---------- |
|        | 2001   | Филип Денёфбур |             |            |
| 2001   |        | Андре Нобло    | Новый центр |            |

## Экономика
В 2007 году среди 22 человек в трудоспособном возрасте (15—64 лет) 17 были экономически активными, 5 — неактивными (показатель активности — 77,3 %, в 1999 году было 81,0 %). Из 17 активных работали 16 человек (13 мужчин и 3 женщины), безработной была 1 женщина. Среди 5 неактивных 2 человека были учениками или студентами, 1 — пенсионером, 2 были неактивными по другим причинам.